# 中田正子
中田 正子（なかた まさこ、明治43年〈1910年〉12月1日 - 平成14年〈2002年〉10月15日）は、日本の弁護士。日本初の女性弁護士の一人で、鳥取県弁護士会長、日本弁護士連合会理事などを歴任した。夫は中田吉雄元社会党参院議員。旧姓は田中。昭和25年に正子が鳥取市馬場町に開業した法律事務所は、初代鳥取市長となった岡崎平内の屋敷の応接間を使用していた。

## 経歴

### 生い立ち
明治43年（1910年）、東京市小石川区久堅町（現・東京都文京区小石川）に陸軍将校の父・田中國次郎（国次郎）と母・槙子の次女として生まれる。父の國次郎は憲兵少佐で、職業軍人の傍らシェークスピアを原語で読む好学の士であり、正子はこのような父の影響を受けて育った。

### 学生時代

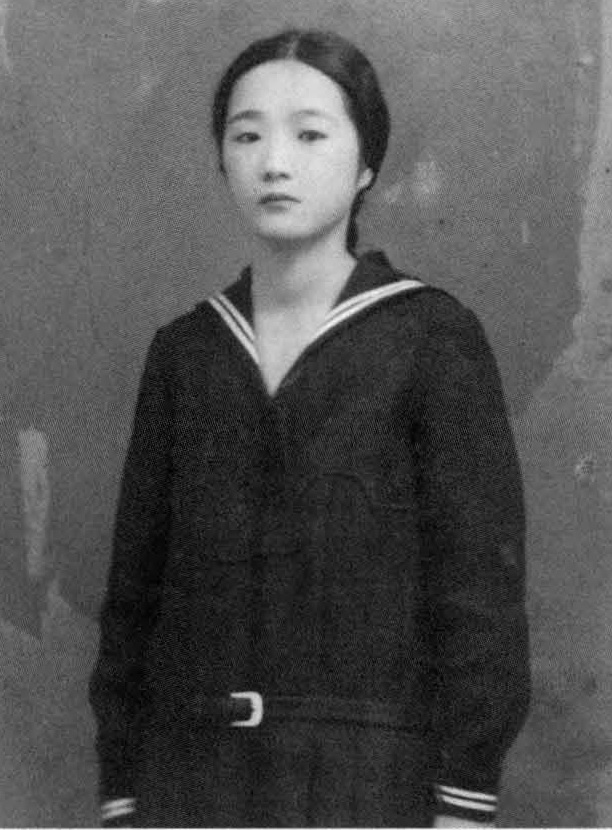
女学校時代の正子

東京女子高等師範学校附属小学校（現・お茶の水女子大学附属小学校）、東京府立第二高等女学校（現・東京都立竹早高等学校）を経て、女子経済専門学校（現・新渡戸文化短期大学）へと進んだ。同校在学中は新渡戸稲造、吉野作造、我妻栄（民法学者）らに学び、このことがきっかけで法律の道を志したという。学問の講究を望んだ正子は、昭和6年（1931年）に日本大学法文学部へ選科生として入学、昭和9年（1934年）に同課程を修了し、同年に明治大学専門部女子部法科の3年次に編入学した。昭和10年（1935年）に同部を卒業して明治大学法学部へと進学する。在学中の昭和12年（1937年）、正子は高等文官試験司法科を受験して、女性初となる論述試験合格者となったが口述試験では不合格となった。翌昭和13年（1938年）に再び同試験に挑み、久米愛、三淵嘉子と共に女性初となる合格者となった。3名の女性合格者はいずれも明大女子部及び同法学部の出身者で、穂積重遠らに薫陶を受けた。

### 弁護士として
昭和14年（1939年）11月に中田吉雄と結婚する。昭和15年（1940年）、弁護士試補試験に合格、遂に正式な弁護士となった。正子は30歳間近となっていた。東京丸の内所在の企業法務を専門とする名門法律事務所である岩田宙造法律事務所（現・岩田合同法律事務所）に在籍して弁護士活動を始める。同年、正子は雑誌『主婦之友』や明大女子部において女性を対象とした法律相談を受け持った。これは女性を護りたいという気概から来るものであった。夫の吉雄は出身地である鳥取県八頭郡若桜町に結核療養のために移住し、昭和20年（1945年）に正子も吉雄の実家へと疎開した。昭和23年（1948年）に鳥取県弁護士会に加入、若桜町を中心として活動する。昭和25年（1950年）には鳥取市馬場町に法律事務所を開業した。在職中はともに女性初となる鳥取県弁護士会会長や日本弁護士連合会理事を昭和44年（1969年）に務めた。また、鳥取家庭裁判所の調停員、同参与、労働省から委嘱された鳥取機会均等調停委員も務め、62年余りにわたり弁護士活動を続けた。昭和49年（1974年）に藍綬褒章、昭和56年（1981年）に勲四等瑞宝章が授章された。
平成14年（2002年）10月15日、心不全のため鳥取市の病院で死去した。91歳没。

## 人物像
正子は「なぜ、弁護士になったの」と長女に問いかけられると「失恋したから男性をやっつけてやろうとか、そんなはっきりした動機はなかったの。学問的興味で試験を受けたら、合格しちゃったのよ。」と答えたという。明大法学部時代には正子は授業には余り出席せず、朝8時から夜10時頃まで自宅において勉強したとされる。
昭和25年に正子が鳥取市馬場町に開業した法律事務所は、初代鳥取市長となった岡崎平内の屋敷の応接間を使用していた。正子はこの江戸時代から続く武家屋敷である旧岡崎邸に暮し、この貴重な歴史遺産を今に伝える上で大きな役割を果たしたことでも知られている。旧岡崎邸を所有している不動産業者が建物を取り壊し更地にしようとしたところ、そこで暮す正子が居住権を楯に頑として認めなかったという。

## 後世
平成18年（2006年）4月15日から5月21日まで、鳥取市歴史博物館で展覧会「日本初の女性弁護士 中田正子」が開催された。同展覧会は、同年8月1日から8月31日まで開催された若桜町での巡回展に続き、翌平成19年（2007年）4月25日から5月28日まで、正子の父・田中國次郎の出身地である米子市淀江町（かつての汗入郡福頼村）の米子市淀江歴史民俗資料館にて開催された。
平成28年（2016年）3月、鳥取県弁護士会は中田正子をモデルとしたマスコットキャラクター「まさこ先生」を作成した。